# Rusia en los Juegos Olímpicos de Río de Janeiro 2016
Rusia participó en los Juegos Olímpicos de Río de Janeiro 2016 con una delegación de 282 deportistas que compitieron en 25 deportes. Responsable del equipo olímpico es el Comité Olímpico Ruso, así como las federaciones deportivas nacionales de cada deporte con participación. El portador de la bandera en la ceremonia de apertura fue el voleibolista Serguei Tetiujin.
El 18 de julio de 2016, una investigación independiente encargada por la Agencia Mundial Antidopaje reveló que el Ministerio de Deportes de Rusia y el Servicio Federal de Seguridad habían orquestado una operación estatal para implementar un extenso programa de dopaje y encubrimiento de los atletas que resultaran con muestras positivas por sustancias prohibidas. Basado en este reporte, el COI citó a una reunión de emergencia para evaluar un posible veto del equipo ruso de los Juegos Olímpicos. El 24 de julio, el COI anunció que no se realizaría el veto, y que la participación de los atletas sería evaluada caso por caso por las respectivas federaciones de cada deporte. Como resultado, de 389 atletas clasificados y nominados por el Comité Olímpico Ruso, fueron eliminados 118 por el COI. Entre ellos el equipo completo de halterofilia (10 deportistas), gran parte del equipo de remo (26 de 30), cuatro piragüistas, tres ciclistas, un luchador y un pentatleta. Anteriormente, la IAAF había anunciado la suspensión total del equipo ruso de atletismo, por lo que tampoco pudieron participar los 67 atletas clasificados.

## Medallistas
El equipo olímpico de Rusia obtuvo las siguientes medallas:
| Nombre | Deporte               | Competición                  |
| --- | --------------------- | ---------------------------- |
| Oro |                       |                              |
| Equipo | Balonmano             | Torneo F                     |
| Yevgueni Tishchenko | Boxeo                 | Pesado (91 kg) M             |
| Yana Yegorian | Esgrima               | Sable ind. F                 |
| Inna Deriglazova | Esgrima               | Florete ind. F               |
| Artur Ajmatjuzin Alexei Cheremisinov Timur Safin | Esgrima               | Florete por eqs. M           |
| Yekaterina Diachenko Yuliya Gavrilova Sofia Velikaya Yana Yegorian | Esgrima               | Sable por eqs. F             |
| Aliya Mustafina | Gimnasia artística    | Barras asimétricas F         |
| Margarita Mamun | Gimnasia rítmica      | Concurso completo ind. F     |
| Vera Biriukova Anastasiya Blizniuk Anastasiya Maximova Anastasiya Tatareva Mariya Tolkachova                                                                           | Gimnasia rítmica      | Conjuntos F                  |
| Beslan Mudranov | Judo                  | –60 kg M                     |
| Jasan Jalmurzayev | Judo                  | –81 kg M                     |
| Davit Chakvetadze | Lucha grecorromana    | 85 kg M                      |
| Roman Vlasov | Lucha grecorromana    | 75 kg M                      |
| Soslan Ramonov | Lucha libre           | 65 kg M                      |
| Abdulrashid Sadulayev | Lucha libre           | 86 kg M                      |
| Natalia Ishchenko Svetlana Romashina | Natación sincronizada | Dúo F                        |
| Vlada Chiguiriova Natalia Ishchenko Svetlana Kolesnichenko Alexandra Patskevich Svetlana Romashina Ala Shishkina Mariya Shurochkina Guelena Topilina Yelena Prokofieva | Natación sincronizada | Equipo F                     |
| Alexandr Lesun | Pentatlón moderno     | Individual M                 |
| Yekaterina Makarova Yelena Vesnina | Tenis                 | Dobles F                     |
| Plata |                       |                              |
| Mijail Aloyan | Boxeo                 | Mosca (52 kg) M              |
| Daria Shmeliova Anastasiya Voinova | Ciclismo en pista     | Velocidad por eqs. F         |
| Olga Zabelinskaya | Ciclismo en ruta      | Contrarreloj F               |
| Sofia Velikaya | Esgrima               | Sable ind. F                 |
| Mariya Paseka | Gimnasia artística    | Salto de potro F             |
| Denis Abliazin | Gimnasia artística    | Salto de potro M             |
| Denis Abliazin David Beliavski Ivan Stretovich Nikolai Kuxenkov Nikita Nagorny                                                                                         | Gimnasia artística    | Concurso por equipos M       |
| Anguelina Melnikova Aliya Mustafina Mariya Paseka Daria Spiridonova Seda Tutjalian                                                                                     | Gimnasia artística    | Concurso por equipos F       |
| Yana Kudriavtseva | Gimnasia rítmica      | Concurso completo ind. F     |
| Valeriya Koblova | Lucha libre           | 58 kg F                      |
| Natalia Vorobiova | Lucha libre           | 69 kg F                      |
| Aniuar Gueduyev | Lucha libre           | 74 kg M                      |
| Yuliya Yefimova | Natación              | 100 m braza F                |
| Yuliya Yefimova | Natación              | 200 m braza F                |
| Alexei Denisenko | Taekwondo             | –68 kg M                     |
| Vitalina Batsarashkina | Tiro                  | Pistola 10 m F               |
| Serguei Kamenski | Tiro                  | Rifle 3 posiciones 50 m M    |
| Tuyana Dashidorzhiyeva Xeniya Perova Inna Stepanova | Tiro con arco         | Equipo F                     |
| Bronce |                       |                              |
| Anastasiya Beliakova | Boxeo                 | Ligero (57-60 kg) F          |
| Vladimir Nikitin | Boxeo                 | Gallo (56 kg) M              |
| Vitali Dunaitsev | Boxeo                 | Superligero (64 kg) M        |
| Denis Dmitriyev | Ciclismo en pista     | Velocidad ind. M             |
| Timur Safin | Esgrima               | Florete ind. M               |
| Violetta Kolobova Liubov Shutova Tatiana Logunova Olga Kochneva | Esgrima               | Espada por eqs. F            |
| Aliya Mustafina | Gimnasia artística    | Concurso individual F        |
| Denis Abliazin | Gimnasia artística    | Anillas M                    |
| David Beliavski | Gimnasia artística    | Paralelas M                  |
| Natalia Kuziutina | Judo                  | –52 kg F                     |
| Serguei Semionov | Lucha grecorromana    | 130 kg M                     |
| Yekaterina Bukina | Lucha libre           | 75 kg F                      |
| Anton Chupkov | Natación              | 200 m braza M                |
| Yevgueni Rylov | Natación              | 200 m espalda M              |
| Roman Anoshkin | Piragüismo            | K1 1000 m M                  |
| Ilia Shtokalov | Piragüismo            | C1 1000 m M                  |
| Vladimir Maslennikov | Tiro                  | Rifle 10 m M                 |
| Kiril Grigorian | Tiro                  | Rifle en pos. tendida 50 m M |
| Stefaniya Yelfutina | Vela                  | RS:X F                       |
| Equipo | Waterpolo             | Torneo F                     |